# سیارک ۱۰۹۵۵
سیارک ۱۰۹۵۵ (به انگلیسی: 10955 Harig، نامگذاری:5011P-L) ده هزار و نهصد و پنجاه و پنجمین سیارک کشف شده‌است که در ۲۲ اکتبر ۱۹۶۰ کشف شد.